# International Surfing Association
Die International Surfing Association (ISA) ist ein Sportverband in San Diego. Er wurde durch das Internationale Olympische Komitee (IOC) offiziell als das leitende Gremium anerkannt, das weltweit für die Verwaltung des Wellenreitsports verantwortlich ist. Sie ging 1976 aus der International Surfing Federation (ISF) hervor, die seit 1964 für die Organisation der jährlichen Weltmeisterschaften zuständig war.
Der Verband ist eine gemeinnützige Organisation, die sich für die Entwicklung des Sports einsetzt, Kriterien für das Lehren des Sports in Surfschulen und für die Bewertung von Wettkämpfen festlegt und sich mit Themen wie Antidoping im Surfsport auseinandersetzt. Darüber hinaus ist sie zuständig für die Veranstaltung der World Surfing Games (einst World Championships). Seit 1980 werden zudem Junior World Championships und seit 2007 Masters World Championships ausgetragen. Die 2011 richtete die ISA die erste Weltmeisterschaft in der Kategorie Stand Up Paddling (SUP) aus.
Zu den Mitgliedern zählen 104 offizielle nationale Surfverbände, die auf sechs Kontinenten angesiedelt sind. Die Zentrale befindet sich in San Diego (La Jolla). Das Amt des Präsidenten wird aktuell durch Fernando Aguerre aus Argentinien besetzt, der erstmals 1994 zum Präsidenten gewählt und seither mehrfach im Amt bestätigt wurde. Die vier Vizepräsidenten sind Karín Sierralta (Peru), Barbara Kendall (Neuseeland), Casper Steinfath (Dänemark) und Kirsty Coventry (Simbabwe).